# Вольфганг Гегевальд
Вольфганг Гегевальд (нім. Wolfgang Hegewald; 5 липня 1917, Хемніц — 4 серпня 1944, Ла-Манш) — німецький офіцер-підводник, капітан-лейтенант крігсмаріне.

## Біографія
1 квітня 1937 року вступив на флот. З квітня 1939 року — дивізійний офіцер на легкому крейсері «Кенігсберг». З жовтня 1939 по червень 1940 року — 1-й вахтовий офіцер в 12-й флотилії мисливців за підводними човнами. З серпня 1940 року — командир групи флотилії оборони гавані Булоні, у вересні-листопаді 1941 року виконував обов'язки командира флотилії. В січні-червні 1942 року пройшов курс підводника, після чого був переданий в розпорядження 3-ї флотилії. З серпня 1942 року — 1-й вахтовий офіцер на підводному човні U-332. В березні-травні 1943 року пройшов курс командира човна. З 7 травня 1943 року — командир U-671, на якому здійснив 2 походи (разом 49 днів у морі). 4 серпня 1944 року U-671 був виявлений союзними кораблями в Ла-Манші неподалік від Ньюгевена і потоплений південніше Брайтона глибинними бомбами британських есмінця «Венслійдейл» і фрегата «Стейнер». 5 членів екіпажу вціліли, 47 (включаючи Гегевальда) загинули.

## Звання
- Кандидат в офіцери (3 квітня 1937)
- Морський кадет (21 вересня 1937)
- Фенріх-цур-зее (1 травня 1938)
- Оберфенріх-цур-зее (1 липня 1939)
- Лейтенант-цур-зее (1 серпня 1939)
- Оберлейтенант-цур-зее (1 вересня 1941)
- Капітан-лейтенант (1 серпня 1944)